# Vital Remains
Vital Remains és un grup estatunidenc de death metal de Providence, Rhode Island. La banda es formà el 1989 influenciada per bandes com Venom, Celtic Frost, Bathory, Mercyful Fate, Sodom i Destruction. Originalment abastada pels membres Paul Flynn i Tony Lazaro en guitarres, el vocalista Jeff Gruslin, el baixista Tom Supkow i Chris Dupont en bateria, la banda havia estat sota diversos canvis d'alineació a través dels anys, però no havien aconseguit una manera de publicar àlbums en bases regulars. Un parell de demos (“Reduced to Ashes” i “Excruciating Pain”) els van conduir a un contracte amb una marca francesa Thrash Records, qui van publicar “The Black Mass” en 1991. Les lletres de Vital Remains són gairebé per complet antireligioses, amb influències en el satanisme, l'apocalipsi, i temes altament blasfems. Un parell de llançaments que van seguir per a Peaceville Records, “Let Us Pray” i “Into Cold Darkness”, abans de saltar a altra marca francesa, Osmose Records, per a la qual van enregistrar “Forever Underground” i “Dawn of the Apocalypse”. Des de “Dawn of the Apocalypse”, les veus van estar a càrrec de Glen Benton (líder de Deicide), en 2001, encara que les lletres són escrites per la resta de la banda. “Dechristianize” fou publicat el 2003 amb molta aclamació per part de la crítica. L'últim àlbum de la banda, llançat el 2007, és “Icons of Evil”.